# Chōsokabe Chikakazu
Chōsokabe Chikakazu  (長宗我部 親和?), noto altresì come Kagawa Chikakazu (香川 親和?), (1567? – 1587) è stato un samurai del periodo Azuchi-Momoyama.

## Biografia
Chikakazu fu secondo figlio di Chōsokabe Motochika e fu adottato dal clan Kagawa nel castello di Amagiri
.
Dopo la morte del successore del clan Chōsokabe, Chōsokabe Nobuchika, durante la battaglia di Hetsugigawa, Toyotomi Hideyoshi consigliò a Motochika di nominare Chikakazu come successore. Tuttavia Motochika scelse il suo preferito Chōsokabe Morichika per la successione del clan. Chikakazu morì all'età di 20 anni a causa di una malattia nel 1587.